# سهیل صحرایی
سهیل صحرایی (زاده ‎۸ خرداد ۱۳۸۲) بازیکن فوتبال اهل ایران است که برای باشگاه فوتبال پرسپولیس در لیگ برتر خلیج فارس بازی می‌کند.

## آمار باشگاهی
تا تاریخ ۲۵ اردیبهشت ۱۴۰۴
| باشگاه         | دسته           | فصل            | لیگ  | لیگ | جام حذفی | جام حذفی | آسیا | آسیا | سوپر جام | سوپر جام | مجموع | مجموع |
| باشگاه         | دسته           | فصل            | بازی | گل  | بازی     | گل       | بازی | گل   | بازی     | گل       | بازی  | گل    |
| -------------- | -------------- | -------------- | ---- | --- | -------- | -------- | ---- | ---- | -------- | -------- | ----- | ----- |
| پرسپولیس       | لیگ برتر       | ۰۴–۱۴۰۳        | ۴    | ۰   | ۱        | ۰        | ۱    | ۰    | ۰        | ۰        | ۶     | ۰     |
| مجموع پرسپولیس | مجموع پرسپولیس | مجموع پرسپولیس | ۴    | ۰   | ۱        | ۰        | ۱    | ۰    | ۰        | ۰        | ۶     | ۰     |
| مجموع آمار     | مجموع آمار     | مجموع آمار     | ۴    | ۰   | ۱        | ۰        | ۱    | ۰    | ۰        | ۰        | ۶     | ۰     |